# Великі Будища (Полтавський район)
Вели́кі Бу́дища — село в Україні, у Диканській селищній громаді Полтавського району Полтавської області. Населення становить 1124 особи. До 2020 орган місцевого самоврядування — Великобудищанська сільська рада.

## Географія

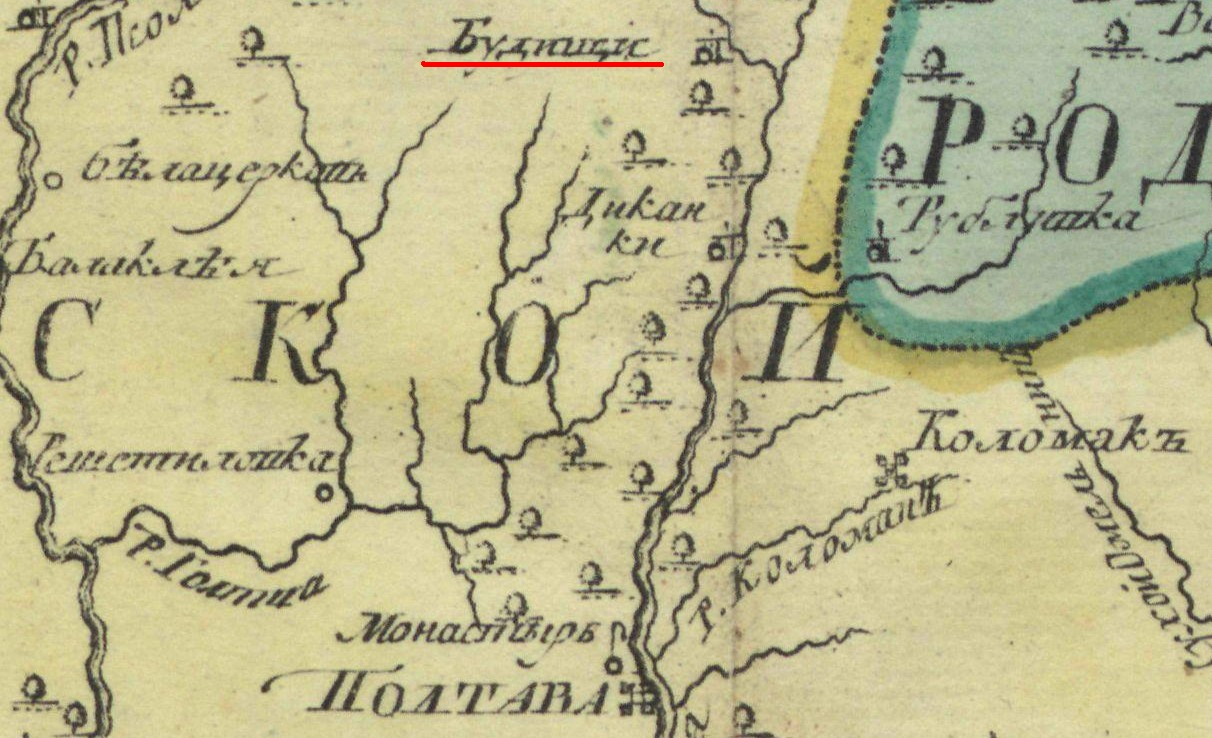
Великі Будища на карті Російської імперії 1745 року

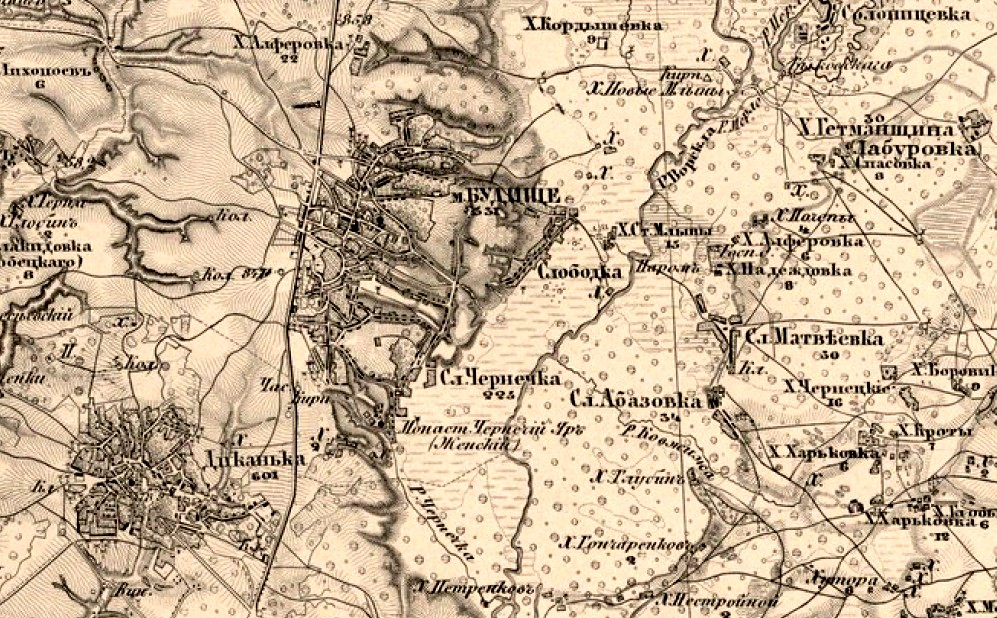
Містечко Великі Будища та навколишні села на карті 1878 р.

Село Великі Будища розташоване між річками Ворскла та Кратова Говтва (~ 3 км). За до 0,5 км розташовані села Чернечий Яр та Олефірщина, за 2 км від селища Диканька. Селом протікає кілька пересихаючих струмків із загатами. Селом проходить автомобільна дорога Н12.

## Історія
Назва села походить від слова «буда» — споруди, де добували поташ, вугілля, дьоготь, селітру.

### Археологія
Поблизу Великих Будищ виявлено 12 курганів скіфської доби.
Достеменно невідома дата виникнення поселення, але зрозуміло, що люди оселилися у цій мальовничій місцевості ще задовго до Київської Русі. Село ввійшло в історію як фортеця, захисник надворсклянського краю від половецьких і татарських орд з боку Дикого Поля. У селі чимало підземних ходів, збудованих ще сивої давнини, які слугували захистом від набігів кочівників.
Літописна згадка про Великі Будища свідчить, що у другій половині XIV століття це було одне з укріплень на правому березі Ворскли, на кордонах тодішнього Великого князівства Литовського, до складу якого увійшли ці землі після вигнання золотоординців.

### Заснування поселення
Від 1569 року й до середини 17 століття поселення знаходилося у складі Речі Посполитої. З 1648 — у складі Гетьманату Богдана Хмельницького.
Від 1660 року Великі Будища — козацьке сотенне містечко Будиської (Великобудищанської) сотні Полтавського полку.
Під час Північної війни 1709 року Великі Будища були ареною боїв між російськими і шведськими військами.
Із 2 березня до кінця квітня тут знаходилася штаб-квартира шведського короля Карла ХІІ. Побував у Великих Будищах і український гетьман Іван Мазепа.

Ось як описують події тих далеких років Ілько Борщак та Рене Мартель у документальній повісті «Іван Мазепа»: 
«Коли у березні 1709 року леди скреснули, діяльність з обох боків припинилася. Шведи вибрали на головну квартиру Будищі на правому березі Ворскли, а цар, вернувшись до Росії, полишив команду Меншикову. Оба противники намагались приєднати до себе запорожців. Петро вислав на Січ послів з дарунками і красномовного архімандрита. Кілька днів пізніше туди приїхали і висланці Мазепи: Орлик, генеральний суддя Чуйкевич, київський полковник Мокієвський, свояк гетьмана, і Мирович, один із найславніших мазепинців, бунчуковий товариш. 23 березня зібралась Січова Рада. Вона вислухала спочатку московських послів, а потім казала прочитати лист від Мазепи. З питомою собі зручністю він пригадав усі кривди царів супроти України; при допомозі шведів, казав він, Україна зможе скинути московське ярмо і вибороти собі свободу. Кошовий отаман Кость Гордієнко, відомий патріот і енергійна людина, ім'я якого стануло згодом поруч Мазепиного, сказав на користь гетьмана прегарну промову. Запорожці голосували однодушно, за старокозацьким звичаєм, союз із Мазепою. До Карла ХІІ вислали лист Костя Гордієнка. Кошовий отаман заявляв від „імені запорожської братії“, що він сам і його товариство приймає опіку шведського короля… 30 березня Карло ХІІ прийняв у Будищах запорожських послів. Посли ще не вийшли із королівського табору, як Гордієнко почав наступ на москалів… 6 квітня Гордієнко приїхав до Будищ зі своїм генеральним штабом. Мазепа вислав йому назустріч двох полковників і 2 тисячі козаків. Вони мали провести запорожців до Диканьки, давнього Кочубеєвого маєтку, де ще недавно Мазепа зустрічався із Мотрею. Мазепа прийняв своїх гостей бенкетом, де не бракувало нічого, бо запорожці вміли їсти й пити. На другий день гетьман Мазепа та кошовий отаман Гордієнко зі своєю дружиною стали перед Карлом ХІІ у Великих Будищах, який прийняв їх якнайщиріше. Кость Гордієнко привіз із собою більш як 100 московських полонених, зібраних по дорозі. Королеві дякував за те, що прийшов помагати Україні, і вихвалював шведських вояків… Шведський король приймав кілька днів запорожців у Великих Будищах…» — Ілько Борщак, Рене Мартель. Іван Мазепа.— Львів: Червона калина, 1933. 
У Великих Будищах відбувалася зустріч частин запорізьких козаків на чолі з кошовим отаманом Костем Гордієнком. За селом, на високому пагорбі, оточеному Вовчим Яром, стояла козацька вежа, на якій сторожові козаки несли варту. Внизу — хмиз для багаття, щоб запалювати сигнальні вогні, плац, де проходили козацькі муштри. Мабуть тоді назвали козаки це місце Іван-горою. Саме тут вирішувався успіх битви за Полтаву, доля України. Тут відбувалася остання козацька рада і звучало дружнє козацьке «Згода!»
28 березня 1709 у стінах однієї з великобудищанських церков було укладено українсько-шведський договір. Карл XII, приймаючи гетьмана Івана Мазепу та кошового отамана Костя Гордієнка під свою владу, зобов'язувався не чинити мирного
договору з Московською державою до того часу, поки Українська козацька держава не буде звільнена від Росії, а українцям не будуть повернені давні права та привілеї.
Трагічні події історії, що всупереч прагненню України до волі, посіяли розбрат поміж козаками, привели до того, що чимало великобудищанських козаків підтримали гетьмана і боролися разом зі шведами проти московітів і піхоти Меншикова. Але й немало було таких, що у складі російських військ полтавського коменданта Келіна своїми буйними головами і білими кістками прокладали дорогу «царю-батюшці» Петру І до його безславної для України перемоги під Полтавою 7 липня 1709 року.
Багато жителів містечка Великі Будища перебралися на лівий берег Ворскли і брали активну участь у бойових діях. Історія Полтавської баталії згадує про мужність і героїзм великобудищанських братів Левченків, сотника Максима та його брата Михайла, які разом зі своїми людьми стали захисниками Полтавської фортеці з перших днів облоги і до розгрому шведів.
Ще в кінці XVII століття з благословення гетьмана І.Самойловича поблизу містечка був заснований Великобудищанський Преображенський жіночий монастир. 

Починався він як Спаський дівочий скит в урочищі, на правому березі Ворскли біля села Чернечий Яр. 1672 року скит був наділений землею гетьманом І.Самойловичем і почав управлятися ігуменіями. При ньому діяли дві церкви: Преображенська і трапезна Благовіщенська. 1689 року генеральний суддя В. А. Кочубей переніс споруди ближче до містечка Великі Будища. З того часу монастир став називатися Великобудищанським. 1782 року завдяки піклуванню ігумені Марфи Лапинської було збудовано мурований Преображенський собор. 1887 року Великобудищанський Преображенський монастир перенесено до с. Писарівщина. Головним храмом монастиря стала мурована Троїцька церква, зведена при єпархіальному училищі, відкритому 1873 року. Відтоді монастир став називатися Великобудищанським Троїцьким.
Для духовного вдосконалення за Ворсклою 1885 року монахинями було закладено Свято-Преображенський скит. Тут були збудовані господарські і житлові приміщення, церква Преображення Господнього. 1893 року при монастирі було збудовано муровану Успенську церкву. Діяло 2 школи. До Великобудищанського Преображенського монастиря був приписаний Преображенський скит на місці колишнього монастиря у Чернечому Яру.
Ці святині зруйновані за часів совєтської окупації, особливо у період її войовничого атеїзму.
Після Північної війни сотенне містечко Полтавського полку Великі Будища повернулося до мирної праці. Жителі села, крім хліборобства, займалися бджільництвом, вирощенням тютюну. У містечку відбувалося 2-4 ярмарки на рік. У 1745 році було 3 шпиталі, 6 церков, при яких діяли школа і бібліотека. У 1747 році працював селітряний завод. У жовтні 1775 року після ліквідації Полтавського полку Великі Будища увійшли до складу Полтавського повіту Новоросійської губернії. 1784 року містечко відійшло до Катеринославського намісництва, від 1796 року — до Малоросійської губернії. Від 1802 року Великі Будища належали до Полтавської губернії, а від 1803 року — до її Зіньківського повіту.
У першій чверті XIX століття у Великих Будищах був маєток надвірного радника, малоросійського поштового директора Г. П. Милорадовича (1765—1828). 1824 року маєток перейшов у спадок його дочці Є. Г. Мосоловій. За переписом 1859 року у Великих Будищах налічувалося 427 дворів, у яких проживало 2984 жителі. На 1863 рік Великі Будища вже були центром волості, налічувалося 427 дворів, 3344 жителі, продовжував працювати селітряний завод. У містечку діяли 2 муровані та 3 дерев'яні церкви, сільське ремісниче училище.
12 червня 2020 року, відповідно до розпорядження Кабінету Міністрів України № 721-р «Про визначення адміністративних центрів та затвердження територій територіальних громад Полтавської області», село увійшло до складу Диканської селищної громади.
19 липня 2020 року, в результаті адміністративно - територіальної реформи та ліквідації Диканського району, село увійшло до складу новоутвореного Полтавського району.

### Великобудищанські святині

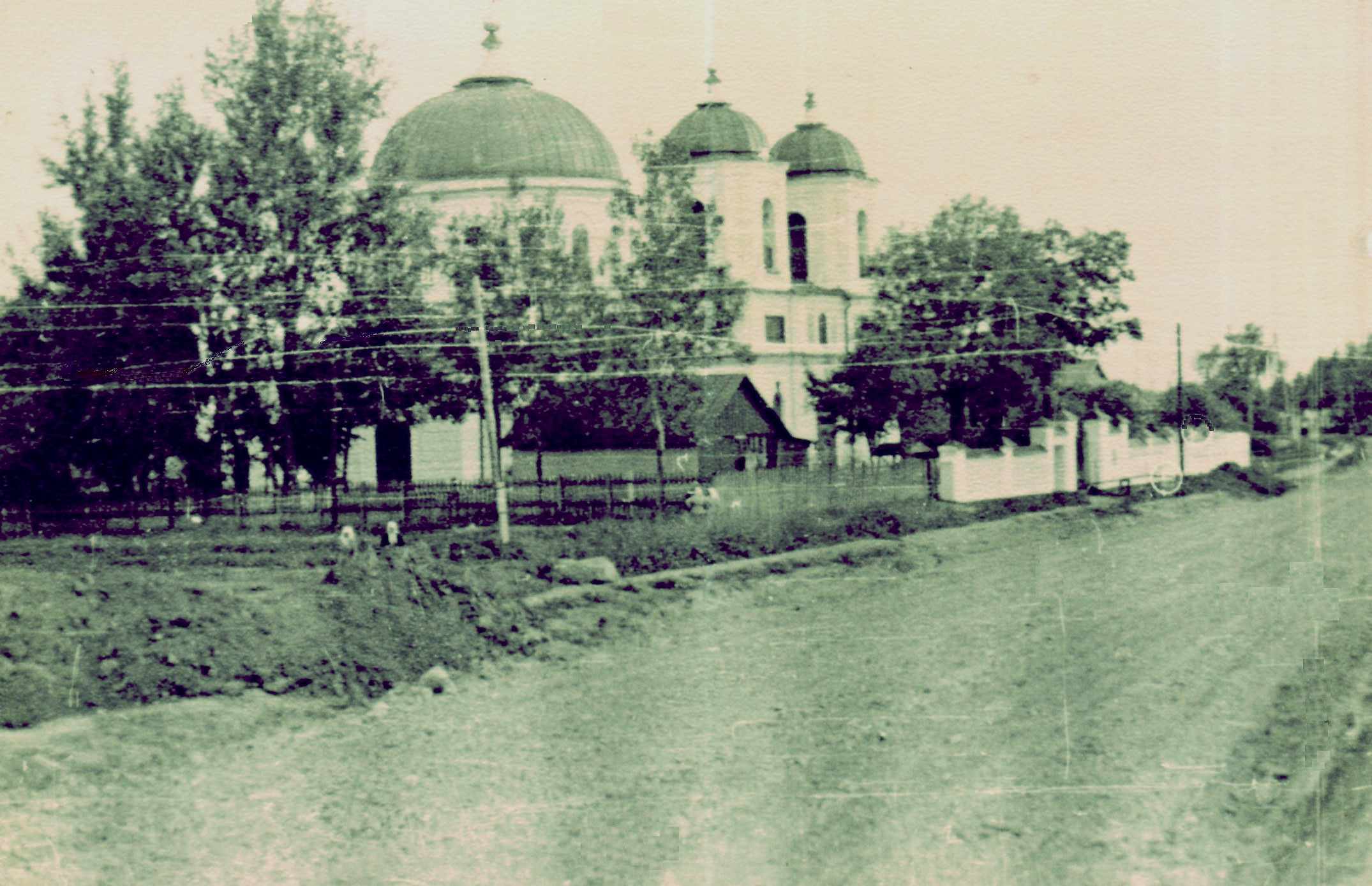
Свято-Троїцька церква

Відомий український письменник Панас Мирний у своїх спогадах писав: «…спочатку показалася біла церква, а далі будинки панські, з високими парканами — козацької старшини і селянські хати. То — Великі Будища — містечко…». Церкви були справжньою окрасою містечка. Вони вирізнялися неповторною архітектурною довершеністю і розміщувалися на високих пагорбах. Золоті куполи і срібні дзвони церков виднілися далеко за околиці. Дзвони неодноразово сповіщали жителів навколишніх хуторів про небезпеку чи непогоду.
За ревізією 1795 року у містечку Великі Будища було 6 церков (не враховуючи монастирської і кладовищенської): Миколаївська, Успенська, Вознесенська, Покровська, Різдвяно-Богородицька і Троїцька. До середини XIX століття їх залишилося лише дві великих: Троїцька та Миколаївська з приписаною до неї кладовищенською Георгіївською. Миколаївська церква була розміщена у центрі села, неподалік сучасного сільського парку. У 30-их роках сільськими комуністами, комсомольцями та іншими активістами, серед яких старожили найбільше згадують колишнього завклубом Григорія Паненка, було стягнуто і розбито церковні дзвони, зруйновано іконостас, понівечено стіни. Політика войовничого атеїзму знищила великобудищанські святині. Останньою, на початку 30-их років була зруйнована Миколаївська церква, збудована у стилі класицизму. За свідченнями очевидців тих сумних подій, церковні дзвони майже не піддавалися знищенню, а багато учасників святотатства передчасно відійшли у вічність.
Діючою у всі роки та епохи залишалася Свято-Троїцька церква. Архіви зберігають цікаві розповіді із церковного життя одного із великобудищанських священиків о. Іоанна (І. Костенка (1859—1878)). Настоятелем храму протягом 25 років (від 1982 до 2007 року) був протоієрей о. Миколай (Онищенко). У грудні 2007 року архієрей Полтавської єпархії Філіп призначив настоятелем Різдвяно-Богородицької церкви 28-річного о. Олександра (Фіщука).
Відомий український письменник Олекса Стороженко, дитинство і юність якого пройшли у великобудищанському батьковому маєтку, в оповіданні «Прокіп Якович» також з великою любов'ю описує рідні звичаї: «На третій день у Великих Будищах стали. Гарне містечко, чимало таки козаків, і панів до чорта: щодня було і обідають, вечеряють у нашого пана. Яких тоді панів не довелося побачити…». Безумовно, панів тут було доволі. Та головною гордістю містечка були козацькі нащадки — працелюбні і талановиті селяни.

## Населення

### Мова
Розподіл населення за рідною мовою за даними перепису 2001 року:
| Мова            | Кількість | Відсоток |
| --------------- | --------- | -------- |
| українська      | 1055      | 93.86%   |
| російська       | 65        | 5.78%    |
| вірменська      | 3         | 0.27%    |
| інші/не вказали | 1         | 0.09%    |
| Усього          | 1124      | 100%     |

## Економіка
- ПА «Диканське».

## Об'єкти соціальної сфери
- Школа.

## Культурно-просвітницьке життя
У вересні 2011 року на Полтавщині проходив Другий міжнародний фестиваль церковного дзвону «Диканські передзвони», за традицією у два етапи: перша частина фестивалю 3 вересня при Свято-Троїцькому храмі Великих Будищ, а основна частина фестивалю наступного дня при Свято-Миколаївському храмі Диканьки.

## Природоохоронні об'єкти
- Від східної околиці села починається територія загальнозоологічного заказника «Фесенкові Горби», що входить до Регіонального ландшафтного парку «Диканський».

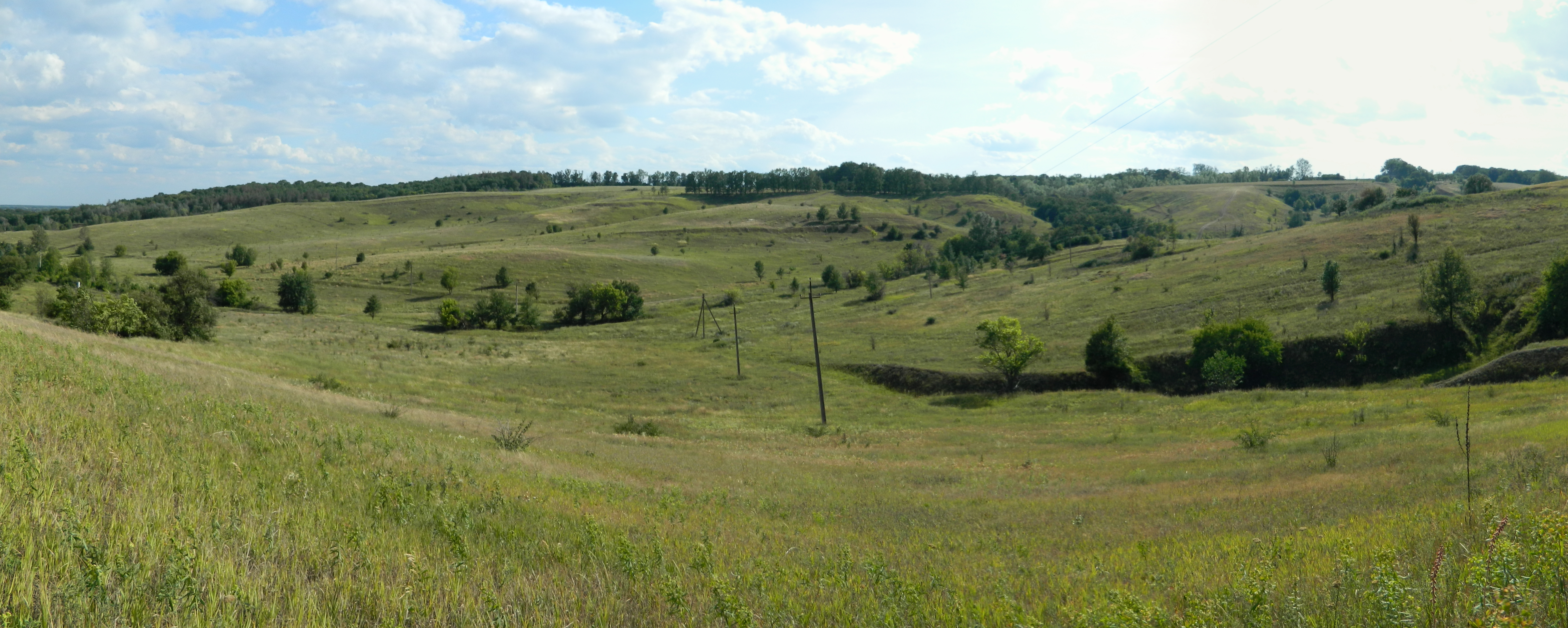
Фесенкові Горби. Вигляд з північного схилу балки, від дороги Великі Будища—Писарівщина

## Відомі уродженці
- Косенко Олександр Дмитрович — поет, педагог, журналіст, освітній діяч.
- Костенко Михайло Іванович — мемуарист, автор спогадів про битву під Порт-Артуром.
- Костенко Володимир Поліектович (1881—1956) — інженер, демократ — революціонер, один з організаторів суднобудування в СРСР.
- Крамаренко Іван Васильович (? — 1883) — протоієрей, церковний краєзнавець ХІХ століття.
- Листопад Марія Максимівна (1911—1989) — Герой Соціалістичної Праці.
- Маложиленко Ганна Карпівна (1902—1986) — Герой Соціалістичної Праці.
- Римбаківський Микола Матвійович ( 19.04.1898 - ?) - Станом на березень-квітень 1921 р. служив сотником у 5-му стрілецькому ім. Богдана Хмельницького курені 2-ї Запорізької бригади 1-ї Запорізької стрілецької дивізії та перебував у таборі інтернованих в м. Вадовиці, Польща. підполковник Армії УНР.
- Попадич Федір Миколайович — український хоровий диригент, композитор і педагог.
- Хлонь Олександра Іванівна (1891—1980) — українська килимарка.
- Юхименко Прокіп Федотович (1870—1931, Полтава) — український майстер різьблення по дереву, син Федота Юхименка.
- Юхименко Федот Іванович — український майстер різьблення по дереву.
- Онищенко Василь Якович (1910, народився в с. Великі Будища — загинув на фронті 16.07.1943 на Курській дузі) — друкував вірші у пресі Полтавщини.

Також у Великих Будищах провів дитячі роки український письменник Олекса Стороженко.

## Галерея

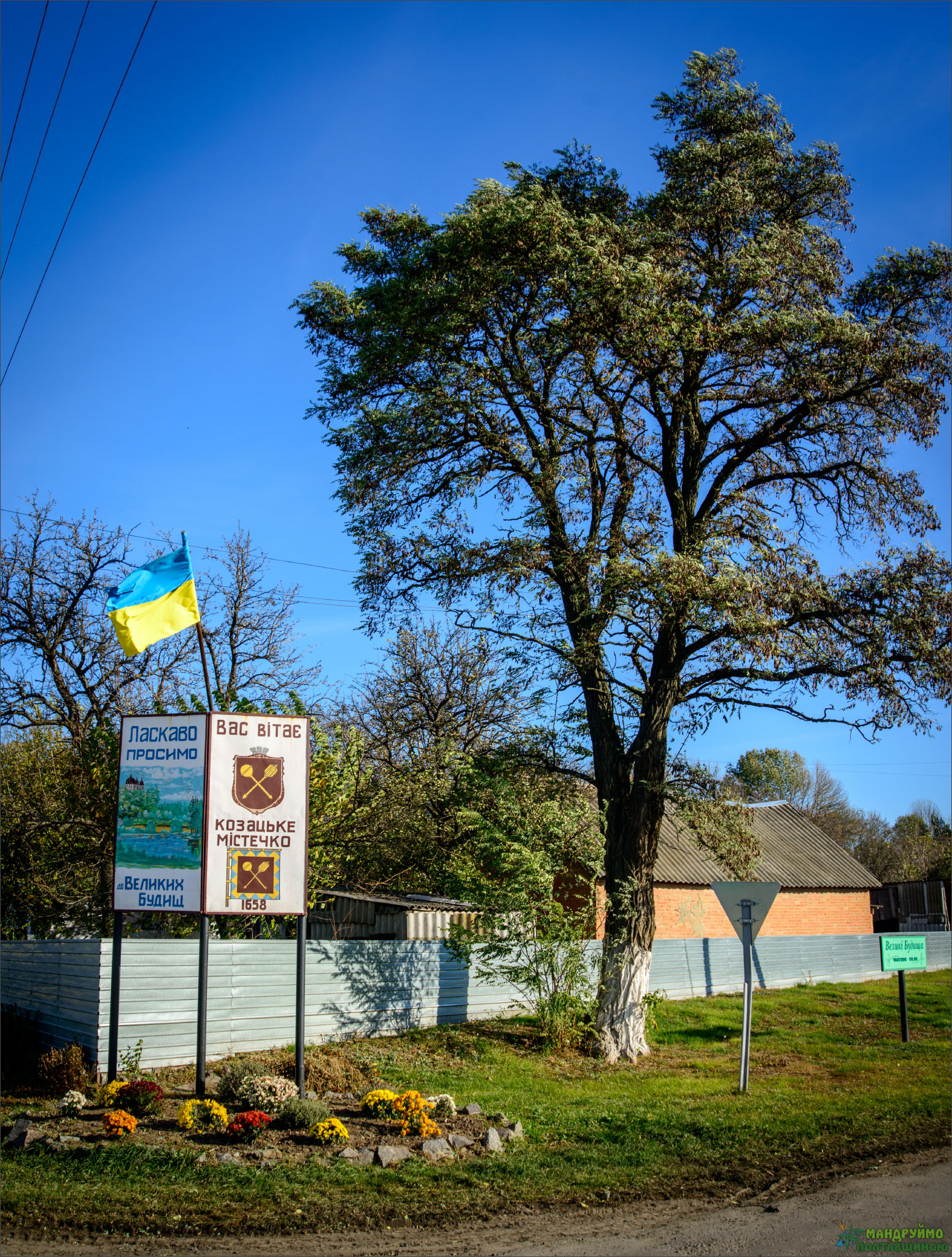
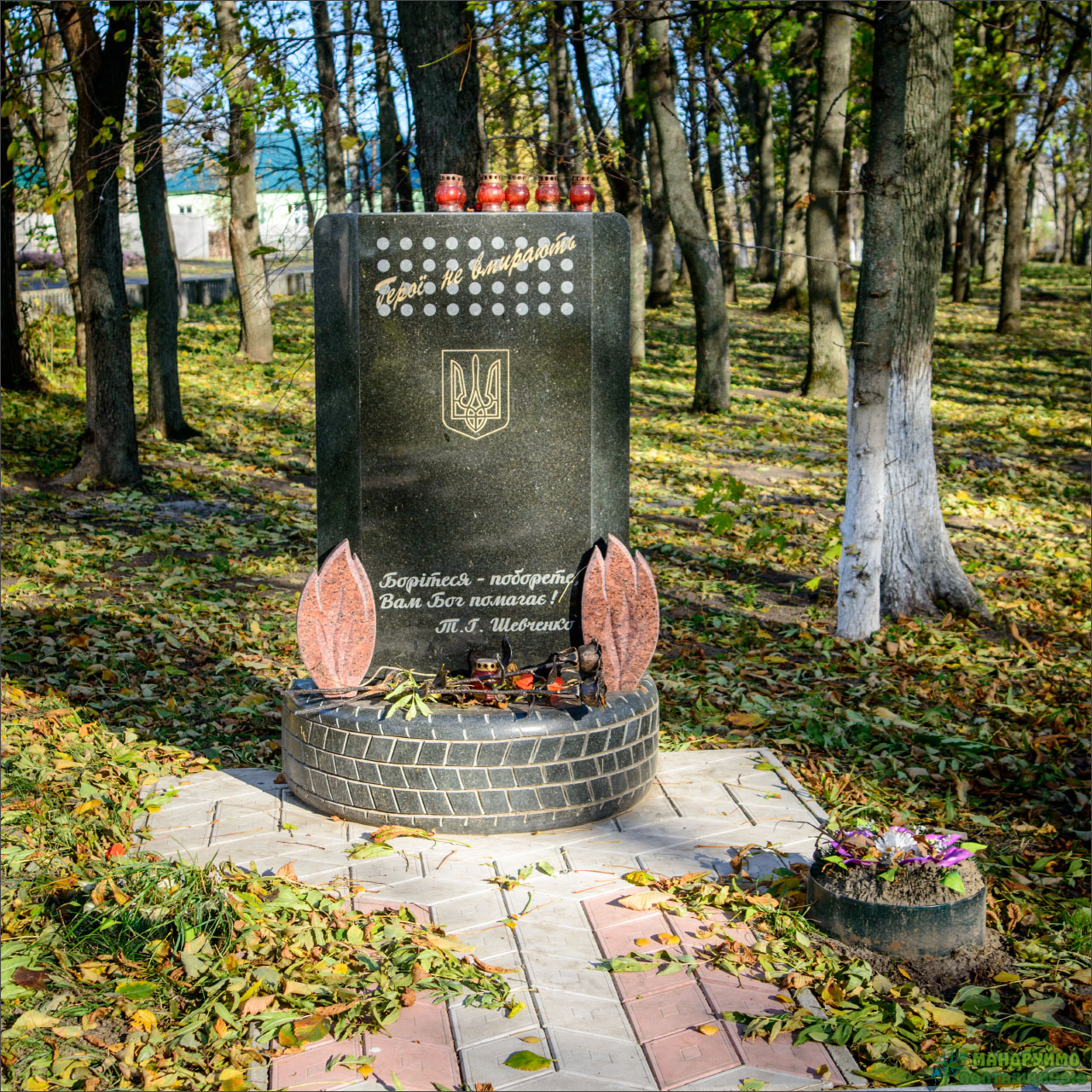
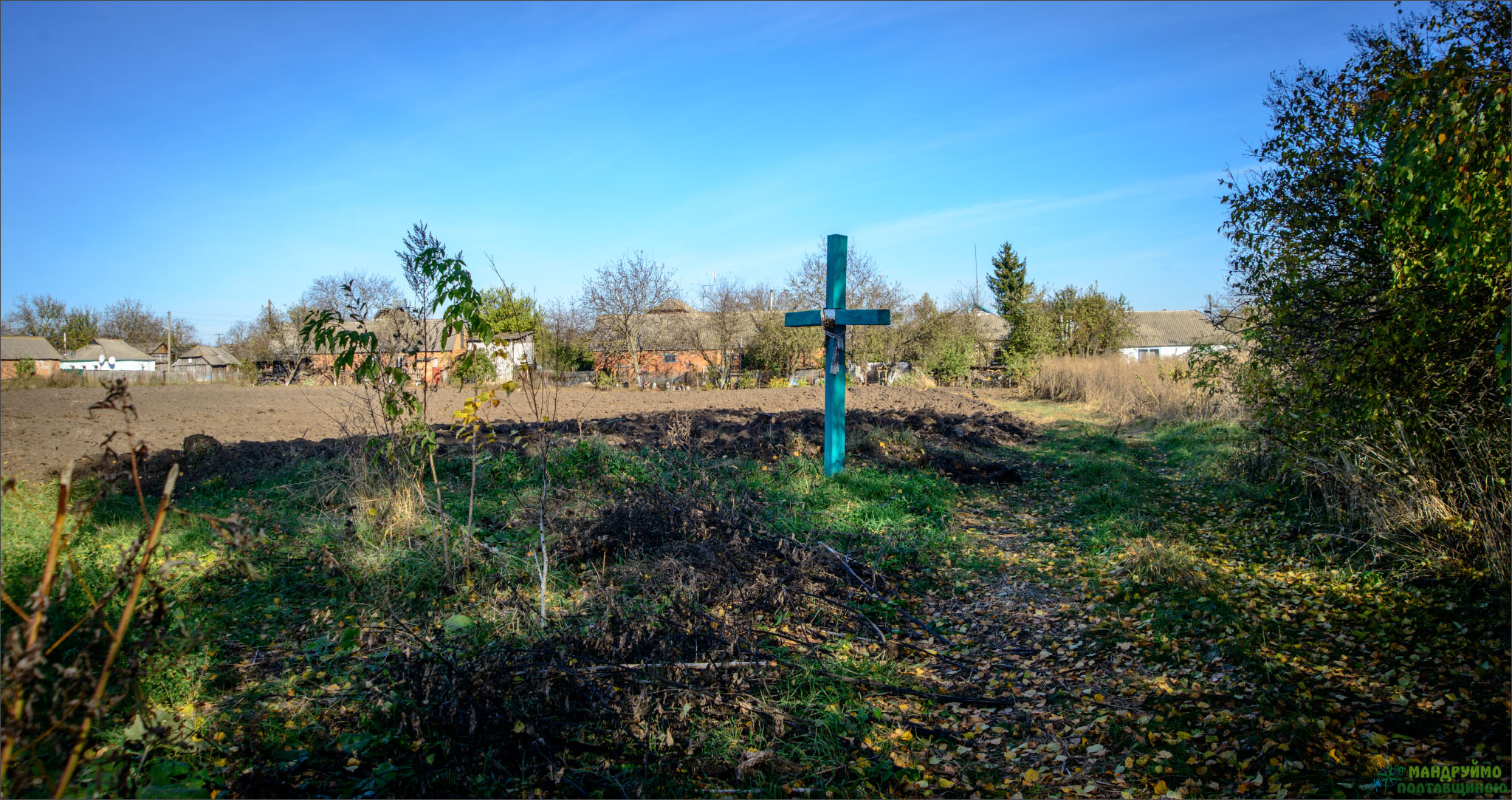
Пам'ятний хрест на місці Троїцької церкви
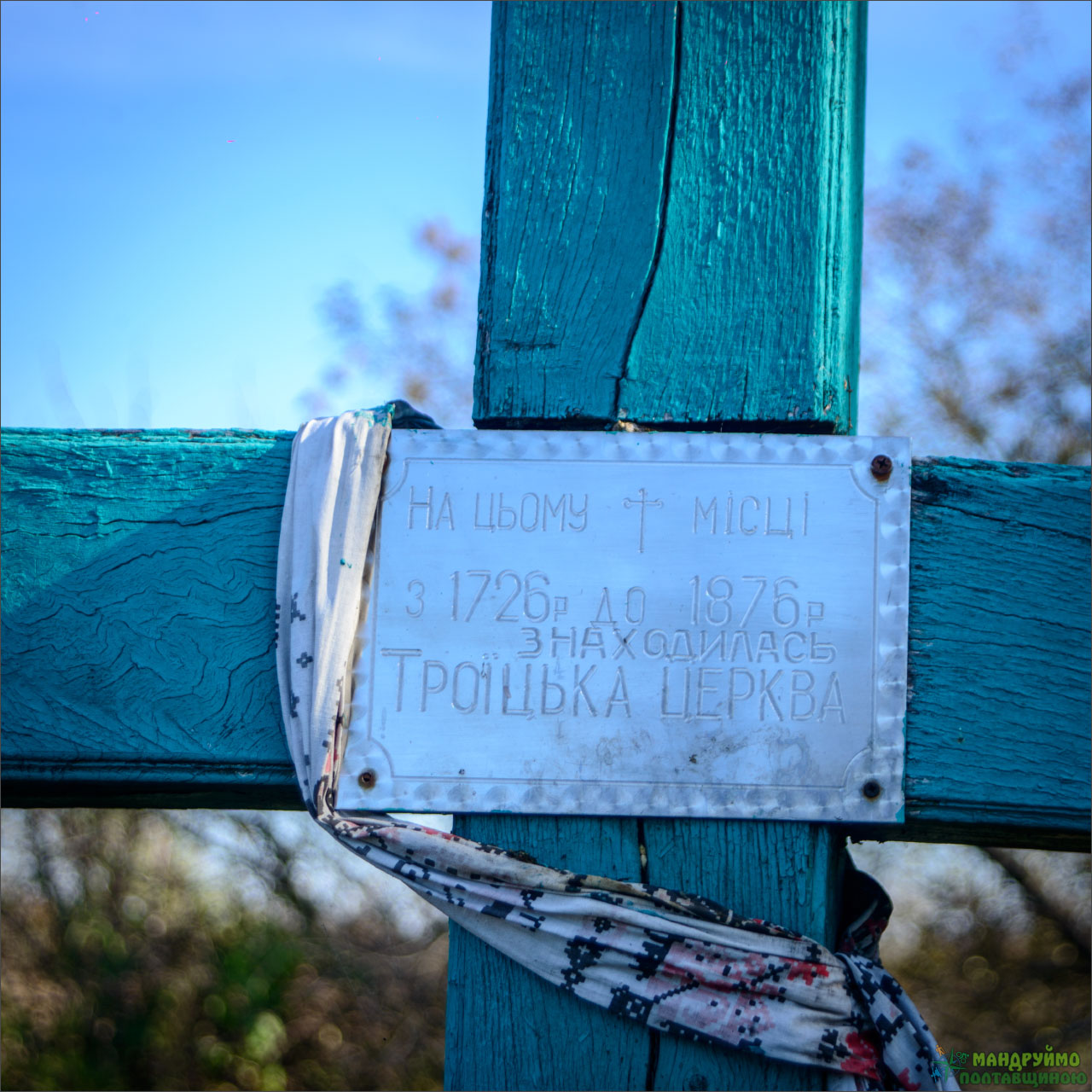
Пам'ятний хрест на місці Троїцької церкви
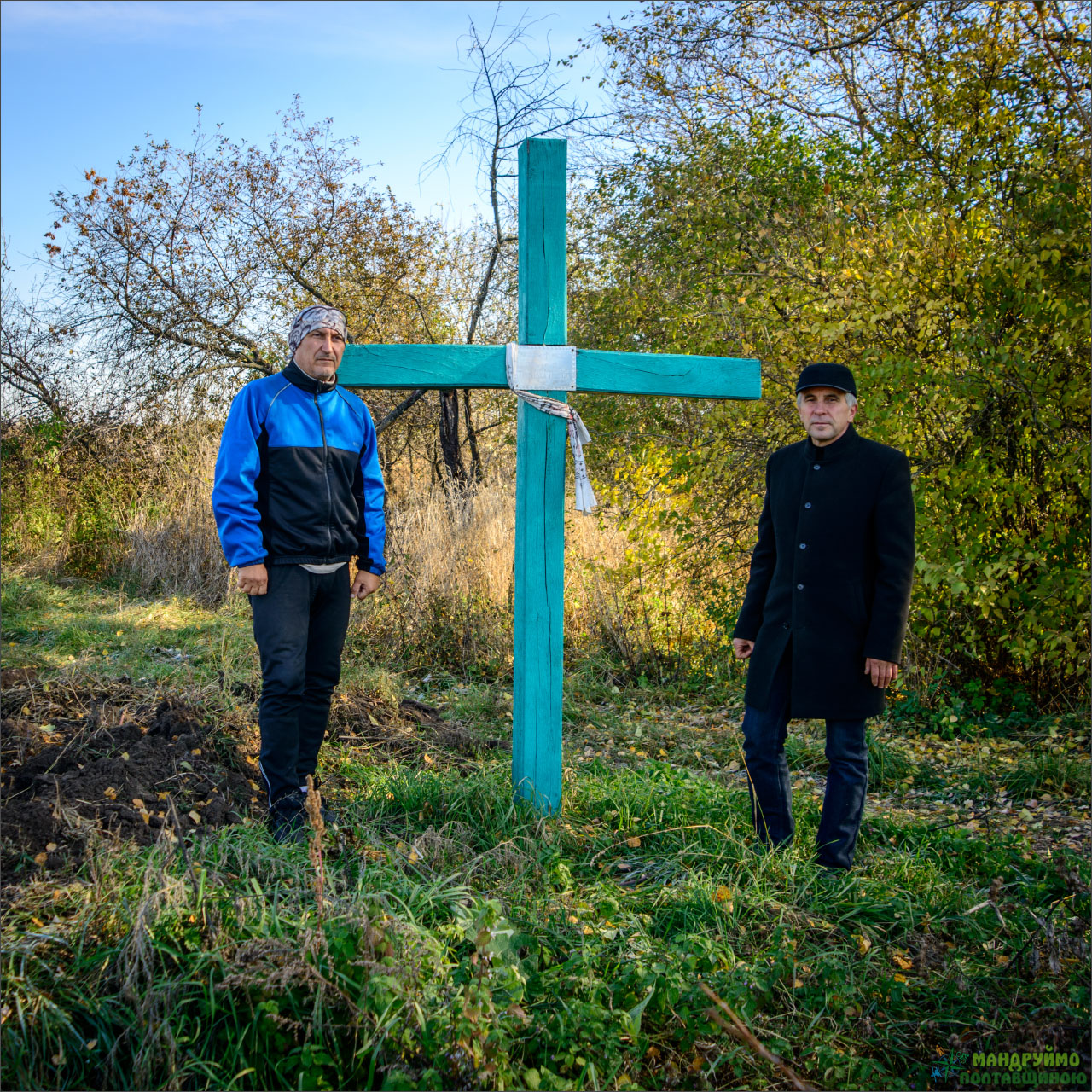
Пам'ятний хрест на місці Троїцької церкви
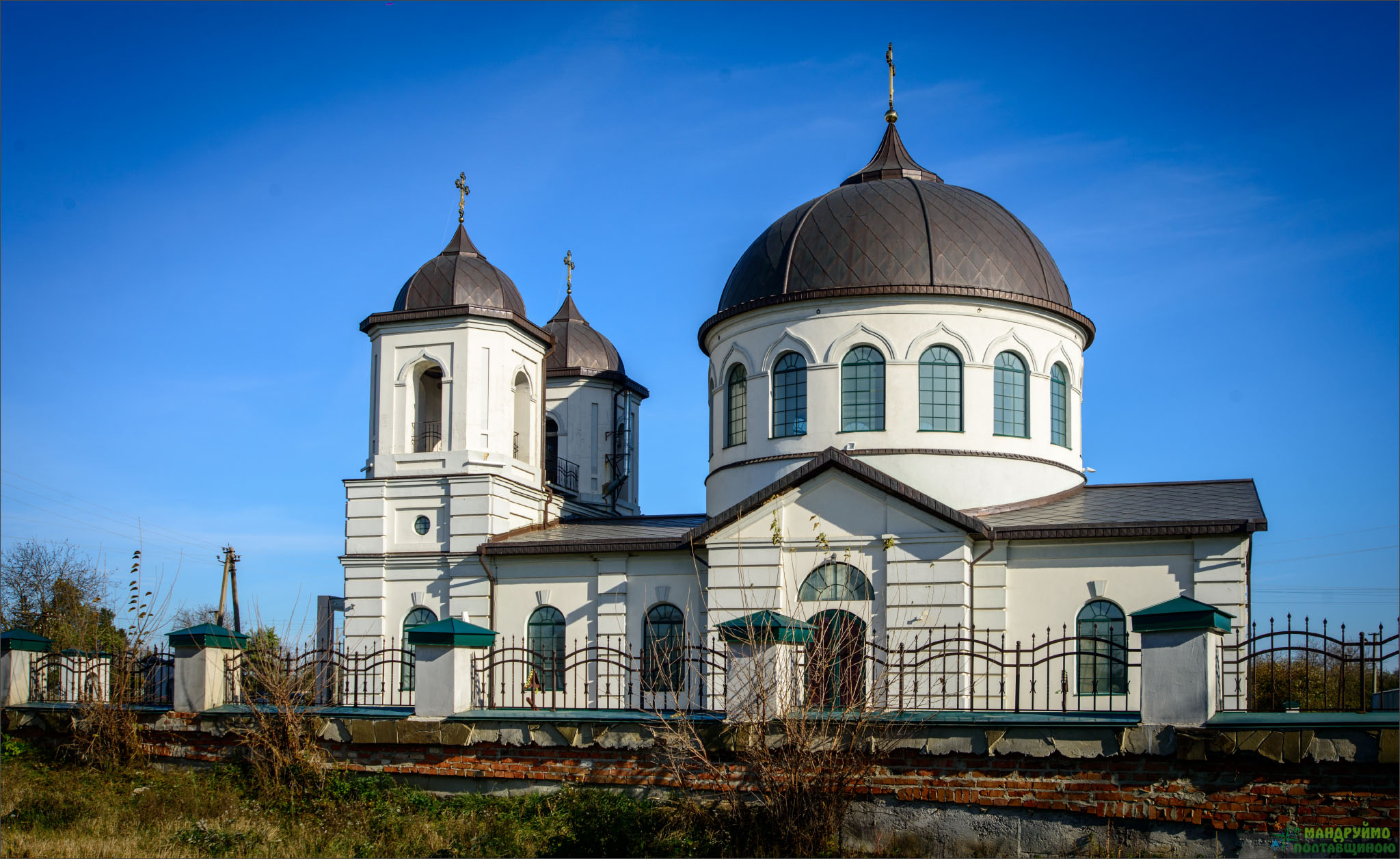
Сучасна Свято-Троїцька церква
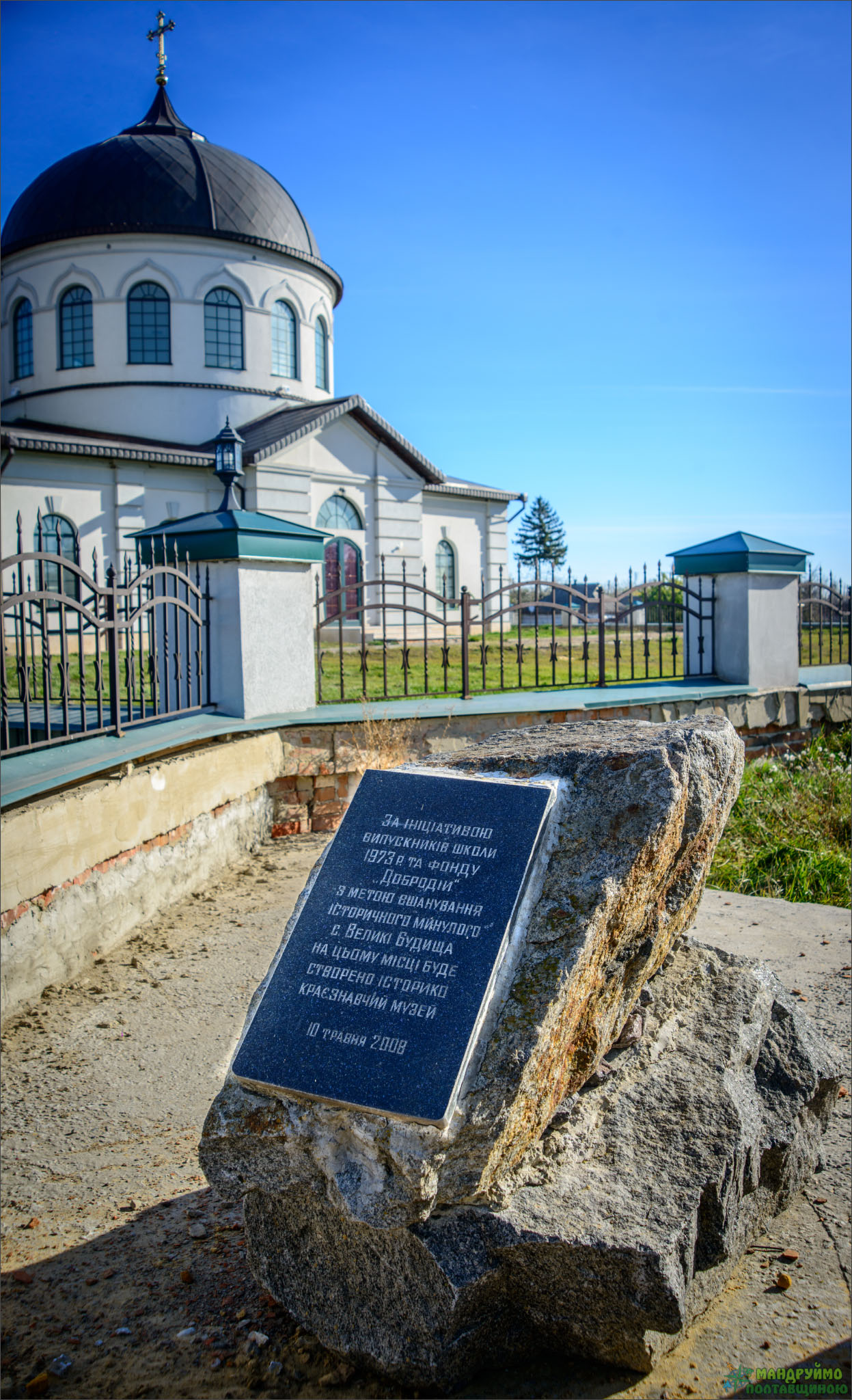
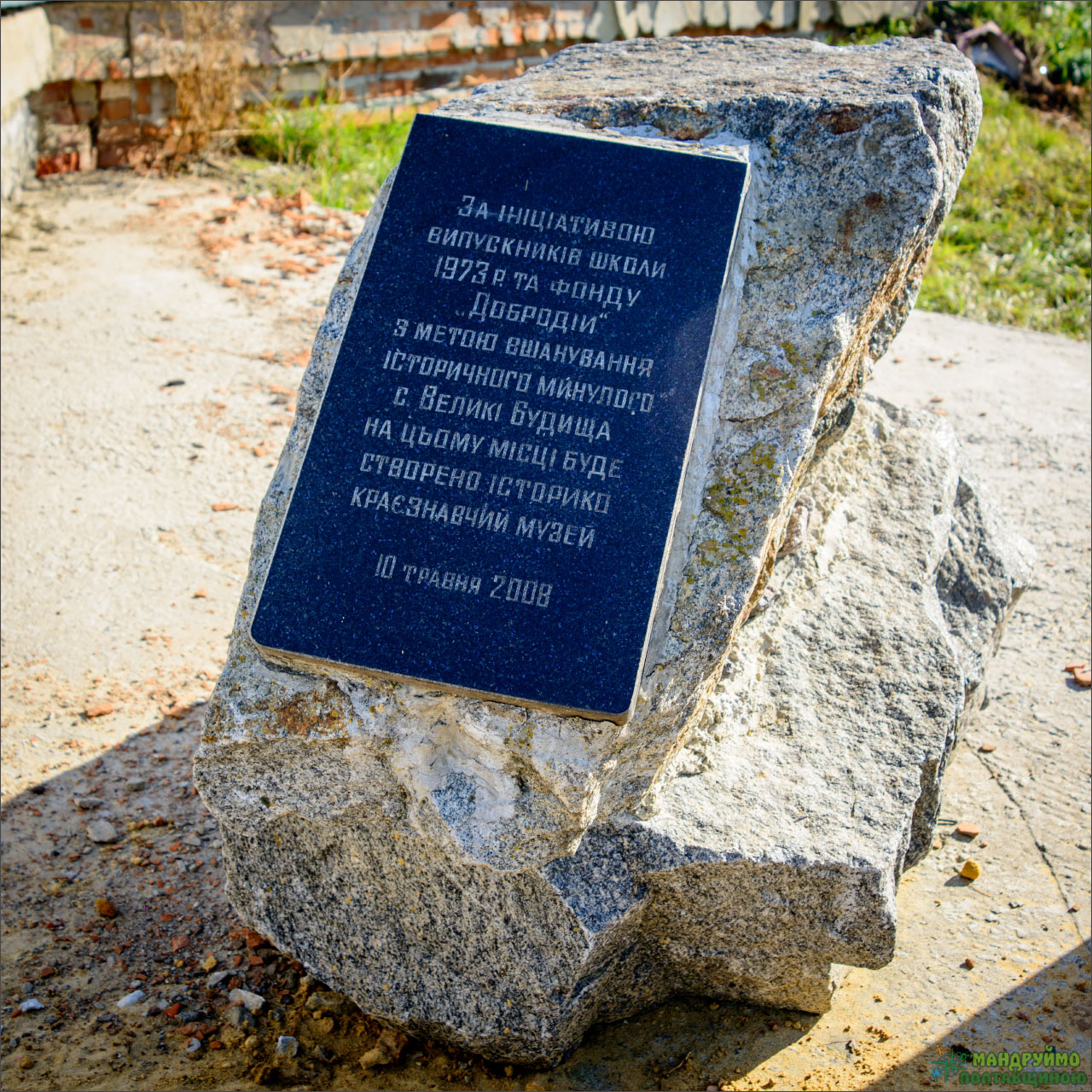
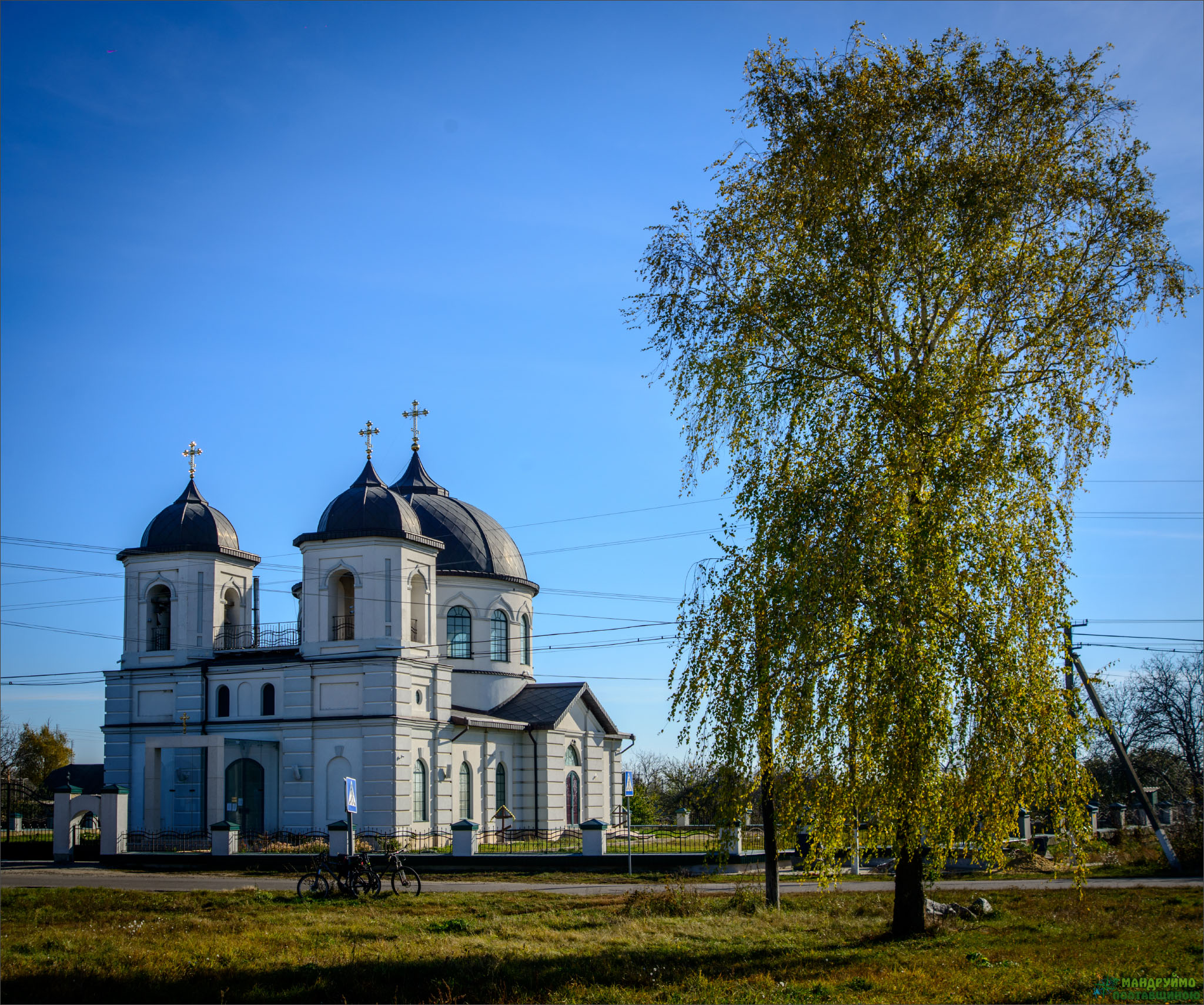
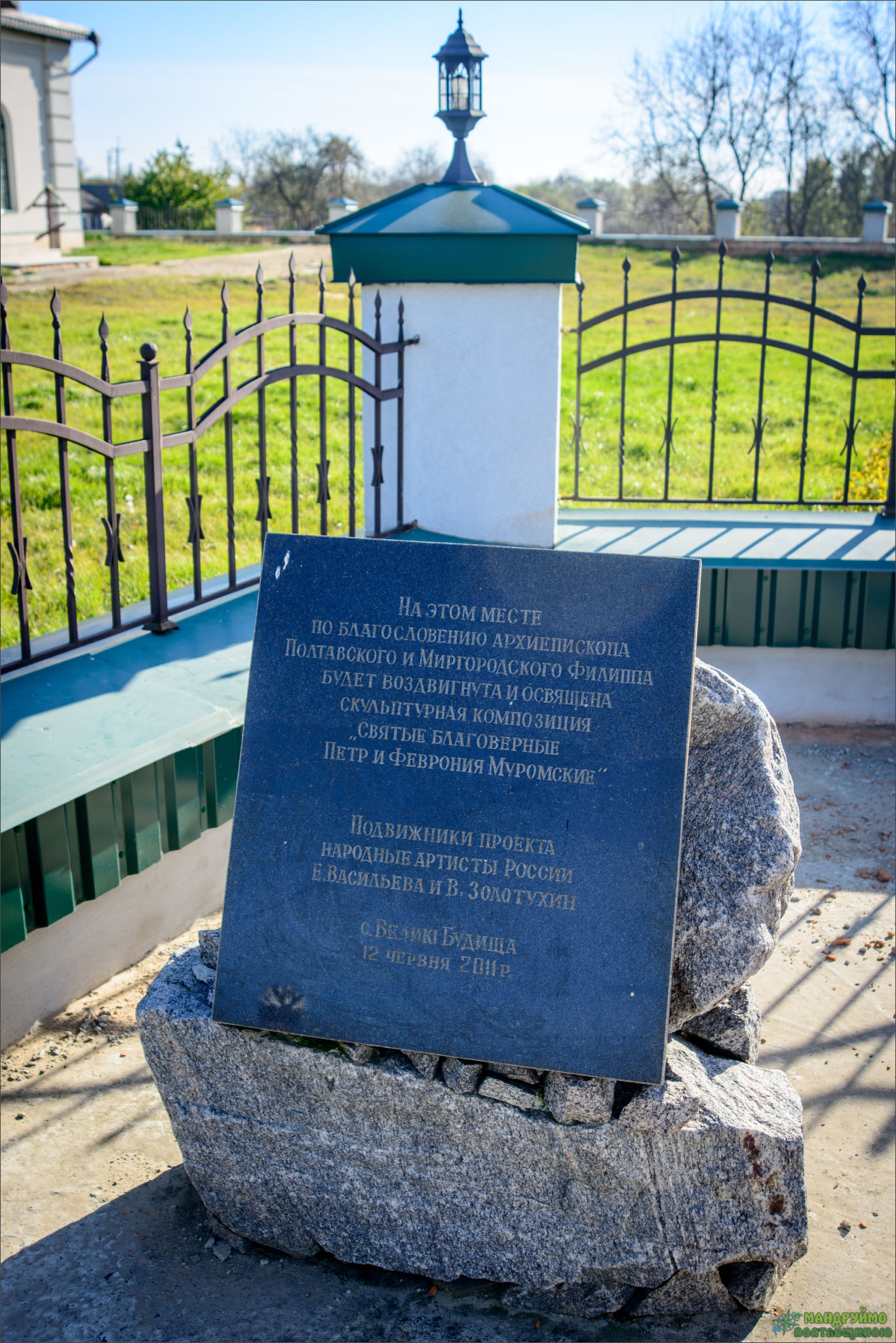
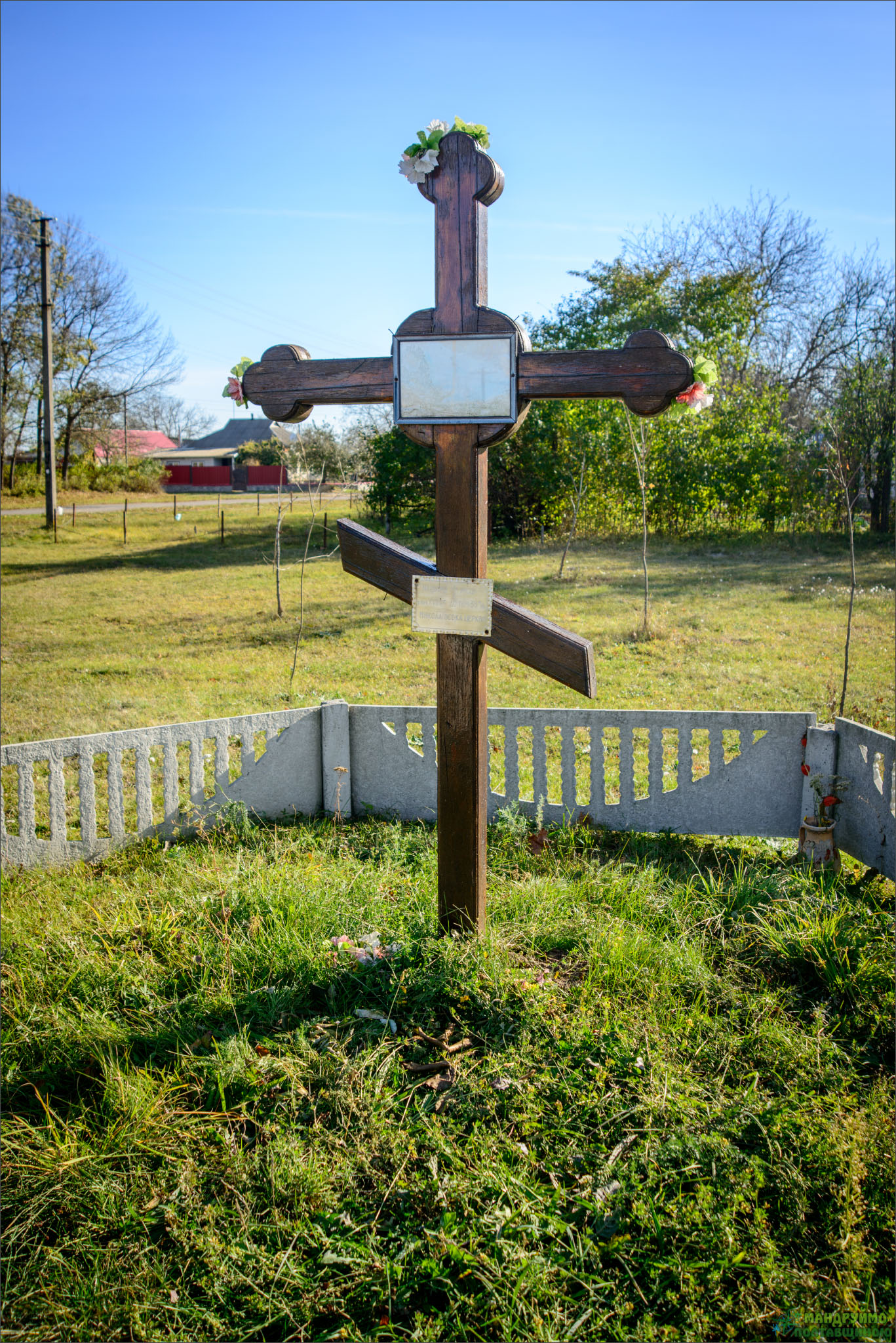
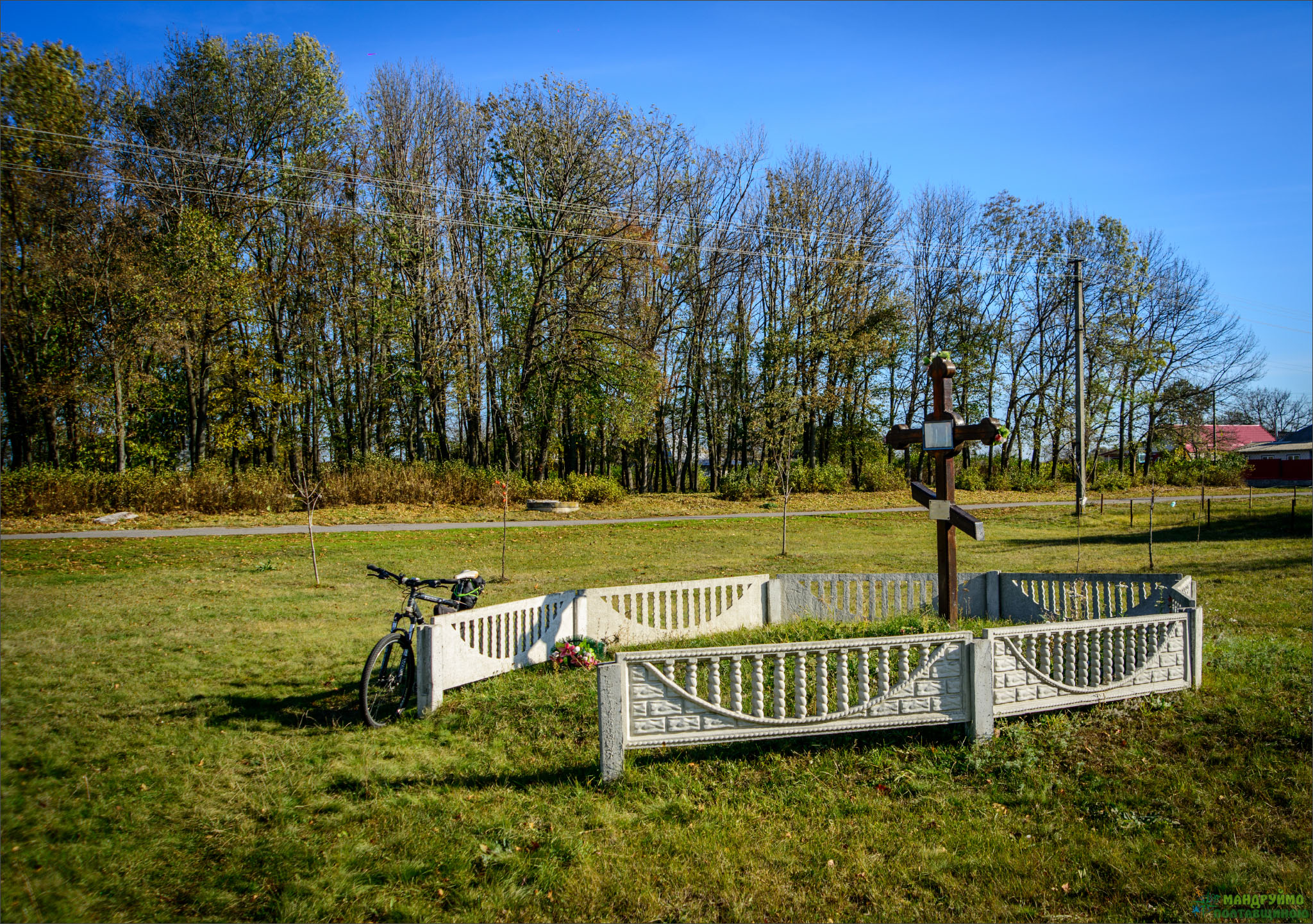
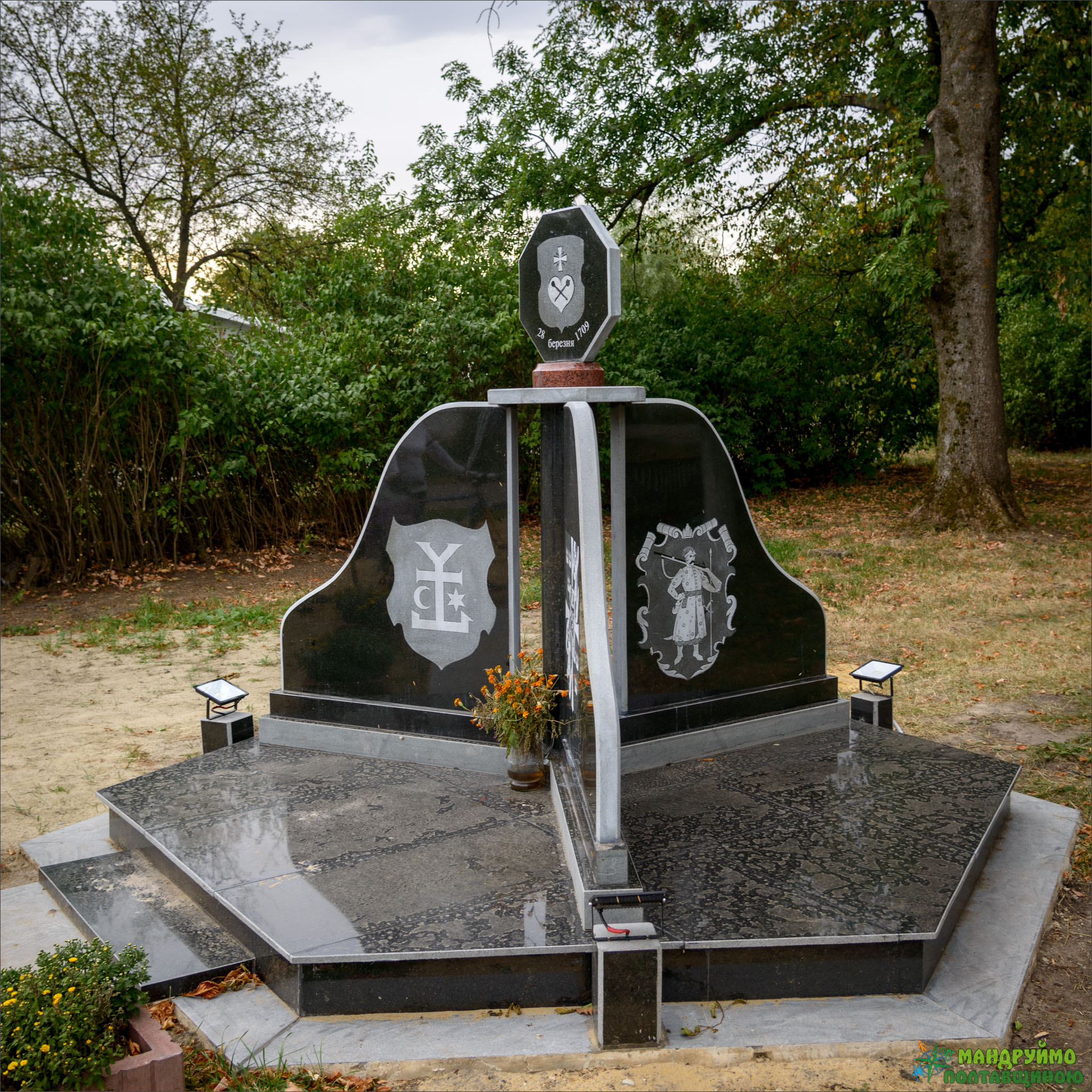